# Tragia hildebrandtii
Tragia hildebrandtii är en törelväxtart som beskrevs av Johannes Müller Argoviensis. Tragia hildebrandtii ingår i släktet Tragia och familjen törelväxter. Inga underarter finns listade i Catalogue of Life.